# Svatý Ceada
Ceada nebo také Chad († 2. března 672) byl biskup v Mercii. Katolická církev jej uctívá jako světce.

## Život
Ceada pocházel z Northumbrie. Stal se opatem v Lastinghamu (Yorkshire) a později biskupem v Yorku. Byla však zpochybněna platnost jeho biskupského svěcení, a proto se vzdal úřadu a vrátil se do Lastinghamu. Později přijal řádné biskupské svěcení a byl ustanoven biskupem v Mercii se sídlem v Lichfieldu. Biskupem zde byl tři roky a proslul svou pokorou, mírností a dobrotou. Zemřel v roce 672.